# Пясковський Валерій Володимирович
Валерій Володимирович Пясковський (нар. 19 січня 1979, Ворошиловград, нині Луганськ) — український волейбольний тренер, колишній волейболіст.
Фігурант бази даних сайту «Миротворець».

## Життєпис
Народився 19 січня 1979 року в м. Ворошиловграді (нині — Луганськ).
У 2000 році закінчив Дніпропетровський педагогічний інститут фізичної культури та спорту (нині — Придніпровська державна академія фізичної культури і спорту; спеціальності — професійний та олімпійський спорт; тренер із волейболу).
Грав у клубах «Динамо» (Луганськ, 1998—2000), «Феміда» (Одеса, 2001—2003), «Азот» (Черкаси, 2003—2005), «Маркохім» (Маріуполь, 2005—2006), «Маліє» (Анкара, Туреччина, 2006—2007), «Будівельник» (Чернівці, 2007—2008), «Металург» (Жлобин, Білорусь, 2008—2009), «Аль-Айн» (ОАЕ, 2009).
Працював помічником головного тренера клубу «Імпексагроспорт» Черкаси (2009—2012), головним тренером у клубах «Хімпром-2 — СумДУ» (Суми, 2012—2014), «Самотлор» (з 2014), «Університет» (Нижньовартівськ). У клубі «Югра-Самотлор»: сезон 2017—2018 — старший тренер (головний — Юрій Мельничук); сезон 2020—2021 — головний тренер.
Майстер спорту України.

### Досягнення
Гравець
- Володар Кубка України.
- Чемпіон і володар Кубка Білоруси.

Тренер
- Чемпіон і володар Кубка Росії серед молодіжних команд (2016),
- Срібний призер першости Росії серед молодіжних команд (2015; усі — з «Університет» Нижньовартівськ),